# Cornelis van Aerssen (Politiker, 1545)

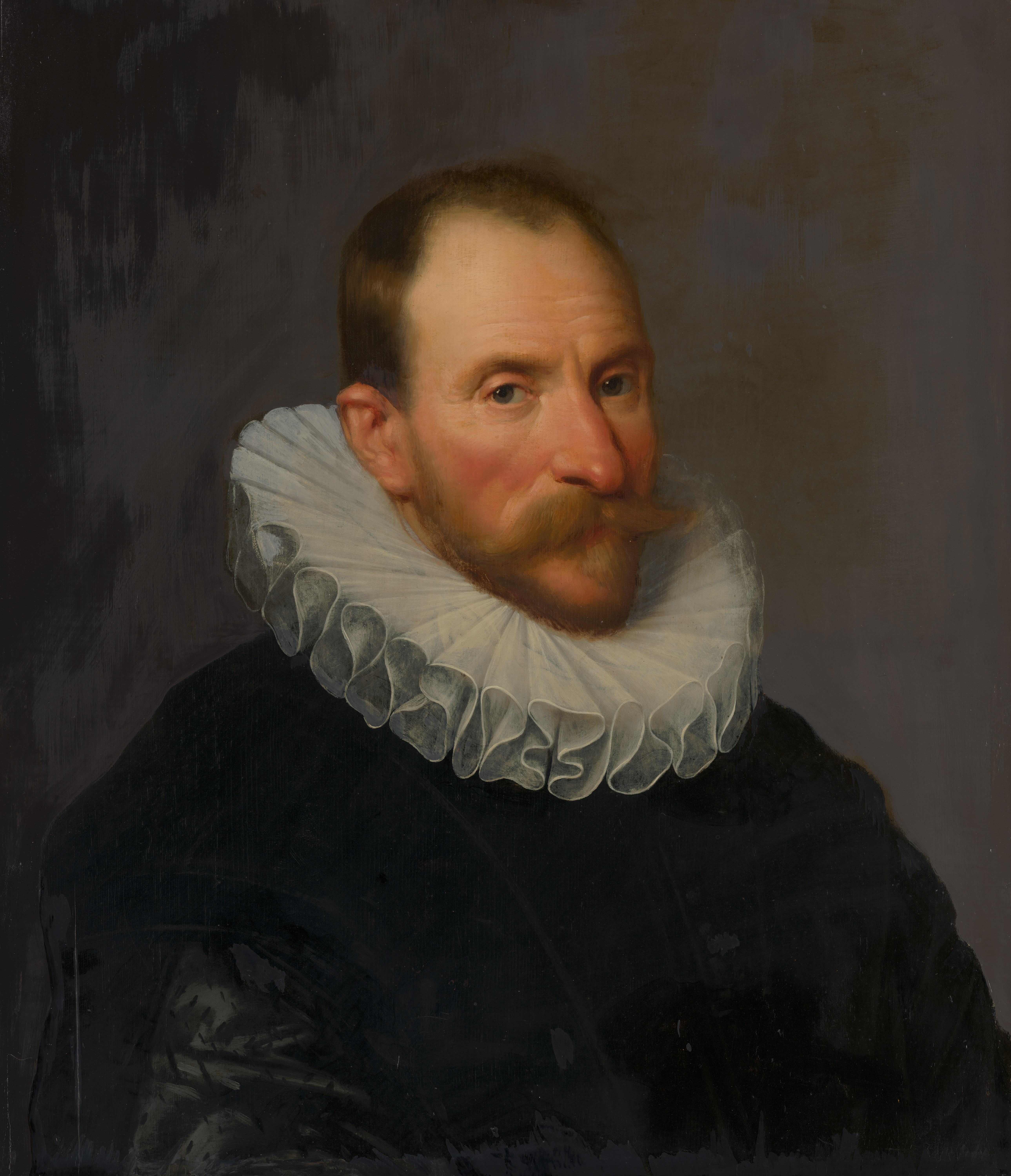
Cornelis van Aerssen, gemalt von Michiel van Mierevelt (1597?)

Cornelis van Aerssen (* 1545 in Antwerpen; † 22. März 1627 in Den Haag), Herr von Spijk (ab 1611), war ein niederländischer Staatsmann, Diplomat und Jurist.

## Leben und Werk
Cornelis van Aerssen war laut Bijleveld fast sicher der Sohn eines Antwerper Höflings, der in der Gunst des Brüsseler Hofes stand. Van Aerssen selbst trat im Jahre 1574 sein Amt als Stadtsekretär von Brüssel an. Im darauffolgenden Jahr wurde er zum Pensionaris der Stadt ernannt. Obschon er in religiösen Dingen als ein toleranter Mann galt, war er gegen eine Aussöhnung mit Philipp II. von Spanien.
Cornelis van Aerssen war des Öfteren reisend unterwegs; am Tag des Mordes an Wilhelm von Oranien war er gleichfalls in Den Haag anwesend. Van Aerssen machte Oraniens legendäre letzte Worte publik: „Heere Godt weest mijn siele, ende dit arme volck ghenadich.“
Im Jahre 1584 wurde er gemeinsam mit anderen Deputierten nach Frankreich entsandt. Ziel dieser Mission war es eine positive Unterhandlung mit dem französischen König Heinrich IV. über die Souveränität der niederländischen Republik zu schaffen. Cornelis van Aerssen wurde noch im selben Jahr zum Griffier der niederländischen Generalstaaten benannt, er lebte aber weiterhin in Brüssel, was ihm den Verdacht der Konspiration mit den Spaniern einbrachte. Er spielte fortan eine führende Rolle in der oranisch-reformierten Partei. Als der spanische Admiral Francisco de Mendoza nach der Schlacht bei Nieuport als niederländischer Gefangener in Woerden und in Den Haag verweilte und bei dieser Gelegenheit Friedensverhandlungen anzuknüpfen suchte, war van Aerssen neben dem holländischen Landesadvokaten Johan van Oldenbarnevelt und dem vom Erzherzog Albrecht gesandten Franziskaner Johan Meyen zum niederländischen Unterhändler ernannt worden. Van Aerssen verhandelte mit den spanischen Gesandten in Billo, wobei er am 4. Mai 1602 einen 8-monatlichen Waffenstillstand vereinbaren konnte. Oldenbarnevelt, an der Spitze der dem Frieden zugeneigten Partei nahm dies positiv auf, denn er fürchtete die wachsende Macht des niederländischen Statthalters Moritz von Oranien-Nassaus. In diesem zwischen Oldenbarnevelt und Moritz von Oranien immer intensiver geführten Machtkampf wurde van Aerssen durch die Politik seines Sohnes François van Aerssen, eines der heftigsten Gegner von Oldenbarnevelts, auf die Seite des oranischen Fürsten gezogen, wodurch er sich eine zweideutige Position verschaffte.
Auch Robert Dudley war von van Aerssens Rat abhängig. Van Aerssen stand in weiterer Folge im Verdacht als Mittler für unlautere Geschäfte fungiert zu haben. Es erhob sich gegen ihn das Gerücht der Bestechlichkeit, welches sich auch durch eine Erklärung seitens Oldenbarnevelts in den Generalstaaten und der öffentlichen Rückgabe der Geschenke an einen Brüsseler Gesandten nicht beschwichtigen ließ. Ungeachtet seiner Verteidigung durch Oldenbarnevelt, war Cornelis van Aerssen einer dessen heftigsten Ankläger. Darüber hinaus beschuldigte er Johan van Oldenbarnevelt eines politischen Zusammenspieles mit den Spaniern. Im Jahre 1623 nahm van Aerssen seinen Abschied aus der Haager Politik.